# 明秦王墓
明秦王墓位于中国陕西省西安市，主要分布在长安区。2006年5月25日经国务院公布为第六批全国重点文物保护单位。
明秦王墓包含明太祖朱元璋次子秦王朱樉及其后13位藩王，共有十四座明秦藩王陵存世。另有1座世子墓、68座王妃及郡王墓。
由于秦王朱樉在明太祖所封诸藩王中年龄最长，兵权最重，故有“首藩者，宗盟之长”之称。

## 分布
| 名称 | 墓主   | 代   | 地点                   | 说明                 |
| ---- | ------ | ---- | ---------------------- | -------------------- |
| 愍王 | 朱樉   | 一   | 长安区韦曲街道大府井村 |                      |
| 隐王 | 朱尚炳 | 二   | 长安区大兆街道东伍村   |                      |
| 僖王 | 朱志堩 | 三   | 长安区韦曲街道大府井村 |                      |
| 怀王 | 朱志均 | 四   | 长安区韦曲街道大府井村 |                      |
| 康王 | 朱志𡐤 | 五   | 长安区大兆街道康王井村 |                      |
| 惠王 | 朱公錫 | 六   | 长安区大兆街道庞留井村 |                      |
| 简王 | 朱诚泳 | 七   | 长安区大兆街道简王井村 |                      |
| 昭王 | 朱秉欆 | 八   | 长安区韦曲街道大府井村 |                      |
| 定王 | 朱惟焯 | 九   | 长安区韦曲街道大府井村 |                      |
| 宣王 | 朱怀埢 | 十   | 长安区韦曲街道三府井村 | 世子朱敬鉁陪葬高望村 |
| 靖王 | 朱敬镕 | 十一 | 长安区韦曲街道三府井村 |                      |
| 敬王 | 朱谊澏 | 十二 | 长安区韦曲街道三府井村 |                      |
| 肃王 | 朱谊漶 | 十三 | 长安区韦曲街道三府井村 |                      |
| 景王 | 朱存机 | 十四 | 长安区韦曲街道三府井村 |                      |

## 九井十八寨
明制藩王出生后二岁，开始修建陵墓，修好后只留一个天井，死后才封葬，讳避墓，称为井。当时旧制每井有两营兵把守，明秦王墓有九井计十八寨发展为村庄，称为九井十八寨。